# Světový pohár v biatlonu 2023/2024 – Soldier Hollow
8. podnik Světového poháru v biatlonu v sezóně 2023/2024 probíhal od 8. do 10. března 2024 v americkém Soldier Hollow. Na programu podniku byly sprinty, stíhací závody a ženské a mužské štafety.
V Soldier Hollow se naposledy závodilo v únoru 2019.

## Program závodů
Oficiální program:
| Datum      | Disciplína           | Začátek (SEČ) | Počet závodníků |
| ---------- | -------------------- | ------------- | --------------- |
| 8. března  | Štafeta (muži)       | 20:25         | 21 týmů         |
| 8. března  | Sprint (ženy)        | 23:00         | 94              |
| 9. března  | Štafeta (ženy)       | 20:25         | 16 týmů         |
| 9. března  | Sprint (muži)        | 23:00         | 100             |
| 10. března | Stíhací závod (ženy) | 17:00         | 55              |
| 10. března | Stíhací závod (muži) | 18:50         | 56              |

## Průběh závodů
Oproti předcházejícímu podniku zde české týmy startovaly v pěti: závodů se za ženy zúčastnily Markéta Davidová, Lucie Charvátová, Jessica Jislová, Tereza Voborníková a jako debutantka Kristýna Otcovská; muži nastoupili v sestavě Vítězslav Hornig, Mikuláš Karlík, Michal Krčmář, Jonáš Mareček a Jakub Štvrtecký. Nepřijel Tomáš Mikyska, který ukončil sezónu a rehabilitoval po zranění.

### Štafety
Ve štafetě mužů mnoho favorizovaných štafet střílelo špatně, muselo na trestná kola, a tak se pořadí na čele často měnilo. Po první střelbě se to stalo Švédsku (které nakonec dojelo páté), po druhé pak největšímu favoritu, Norsku, kde Sturla Holm Laegreid zasáhl z osmi ran jen dva terče a klesl na 20. místo. V čele se v tu dobu držel Michal Krčmář, který potřeboval celkem jen jeden náhradní náboj. V jeho posledním kole jej sice předjel Francouz Fabien Claude, ale nakonec oba předávali ve stejném čase. Na druhém úseku jel Jonáš Mareček pomaleji, ale po střelbě vstoje musel i on na trestné kolo a klesl na 13. pozici. Na to ale také musel v tu dobu vedoucí Francouz Émilien Jacquelin, a tak se do čela dostala zásluhou Tommasa Giacomela Itálie před Ukrajinou. Vpřed se však propracovávalo Norsko, kdy Tarjei Bø potřeboval jen jeden náhradní náboj a jel velmi rychle. Běžecky se dařilo i jeho bratrovi Johannesi Thingnesi Bø, který na třetím úseku předjel Didiera Bionaze a dostal do čela. Norsko pak zvítězilo, když Vetle Sjåstad Christiansen nemusel – oproti mistrovství světa – na trestné kolo a udržoval si dostatečný náskok. Druhá dojela Itálie: Lukas Hofer jel poslední dvě kola s Němcem Philippem Nawrathem, několikrát se mu snažil ujet, ale Němec jej vždy dostihl a rozhodlo se až v cílové rovině, kdy už Nawrath neměl sílu na jeho předjetí. Čtvrté skončily domácí Spojené státy především zásluhou Campbella Wrighta na předposledním úseku, který jel delší dobu i na druhém místě.

Za českou štafetu jel na třetím úseku Jakub Štvrtecký, který nezasáhl celkem dva terče a posunul tým na osmou pozici. Stejně střílel i Vítězslav Hornig, který však jel pomaleji, předjeli jej soupeři z Ukrajiny a Litvy a český tým tak dojel na 11. místě.
Ve štafetách žen nenastoupilo několik předních závodnic světového poháru, protože se šetřily na nedělní stíhací závody (např. Julia Simonová nebo Lisa Vittozziová). V čele se od počátku udržovalo Norsko, nejdříve spolu s Rakouskem a Německem. Propadala se Francie, když Justine Braisazová-Bouchetová a pak i Jeanne Richardová musely na druhém a třetím úseku vždy na jedno trestné kolo. V čele zůstalo Norsko spolu s Německem. Za to jela na posledním úseku Julia Kinková, pro kterou to byl teprve druhý závod ve světovém poháru v její kariéře. Střílela stejně jako favorizovaná Norka Ingrid Landmark Tandrevoldová, ale o něco pomaleji, a tak dojela do cíle na druhém místě čtvrt minuty za Norskem. Třetí skončilo Švédsko.

Jessica Jislová rozjížděla českou štafetu pomaleji, ale potřebovala jen jeden náhradní náboj a předávala na šestém místě. Tereza Voborníková střílela bezchybně a posunula se o dvě pozice dopředu. Markéta Davidová minula sice dvakrát terč, ale běžela nejrychleji se všech, odjížděla Hanně Öbergové a předávala na třetím místě deset vteřin před Švédskem. Lucii Charvátovou na posledním úseku brzy dojela a předjela Elvira Öbergová, ale Charvátová vleže střílela čistě a držela se několik vteřin za ní. Vstoje však nezasáhla pět terčů, musela na dvě trestná kola a předjela ji i bezchybná Rakušanka Anna Gandlerová. Charvátová pak jela sice rychleji, ale Gandlerovou už nepředjela. Přesto bylo páté místo české štafety jejím nejlepším umístěním v této sezóně.

### Sprinty
Sprint žen ovlivňoval měnící se, často silný vítr. Po první střelbě se udržovala v čele Francouzka Julia Simonová. Ta však vstoje třikrát chybovala, a tak se na průběžné první místo dostala nejdříve Italka Lisa Vittozziová a pak další Francouzka Lou Jeanmonnotová, obě bezchybně střílející. Všechny pak předstihla její krajanka Justine Braisazová-Bouchetová přes to, že při střelbě vstoje nezasáhla jeden terč. Ta nakonec také díky druhému nejrychlejšímu běhu zvítězila. Na druhé místo se propracovala vedoucí závodnice celkového pořadí světového poháru i této disciplíny, Norka Ingrid Landmark Tandrevoldová. Jeanmonotová skončila třetí.

Z českých reprezentantek se dařilo nejlépe Markétě Davidové, která sice při každé střelbě nezasáhla jeden terč, ale jela rychle a obsadila 11. místo. Tereza Voborníková střílela jen s jednou chybou, ale běžela pomaleji a skončila o pět pozic za ní. Body získaly za 24. a 26. místo ještě bezchybně střílející Jessica Jislová a Lucie Charvátová, která nezasáhla dva terče. Kristýna Otcovská, pro kterou to byl první závod ve světovém poháru, dojela na 62. místě.
Ve sprintu mužů se po první střelbě držel v čele Francouz Émilien Jacquelin. Při druhé udělal sice dvě střelecké chyby, ale i ostatní favorité chybovali, a tak se v cíli udržoval průběžně první. Po druhé střelbě se pak před něj dostal bezchybný Sebastian Samuelsson, který však jel pomaleji. Čistě střílel také další Francouz Éric Perrot, který byl na posledním mezičase tři vteřiny před Jacquelinem a s tímto náskokem také dojel do cíle. Z dalších soupeřů jej už nikdo nepředjel, a tak Perrot poprvé v kariéře zvítězil v závodu světového poháru. Na průběžně třetí místo se pak posunul Nor Sturla Holm Laegreid. Mezi posledními startoval jeho krajan Johan-Olav Botn. Zastřílel také bezchybně a do cíle dojel necelé dvě vteřiny před Laegreidem. Ve svém třetím vystoupení ve světovém poháru tak vybojoval první medaili.

Českým závodníkům se nedařilo zejména v běhu. Michal Krčmář udělal jednu chybu při střelbě vleže a dojel třicátý; Jakub Štvrtecký s dvěma nezasaženými terči skončil o tři pozice za ním. Do nedělního stíhacího závodu se z 60. místa těsně probojoval i bezchybně střílející Vít Hornig. Nedařilo se ani Mikuláši Karlíkovi, který se čtyřmi chybami dojel 82., ani Jonáši Marečkovi, který s pěti nezasaženými terči skončil na 97. místě.

### Stíhací závody
Závod žen probíhal za nižších teplot než předcházející závody, a i proto trať byla tvrdší. Při první střelbě většina závodnic z první desítky střílela čistě, a tak se pořadí příliš neměnilo: vedla vítězka sprintu, Francouzka Justine Braisazová-Bouchetová před Norkou Ingrid Landmark Tandrevoldovou a svou krajankou Lou Jeanmonnotovou. Braisazová však při druhé střelbě minula dva terče a Tandrevoldová při třetí střelbě dokonce tři, a tak v čele jela Jeanmonnotová a Italkou Lisou Vittozziovou, které nezasáhly jen jeden terč. Na poslední střelbu přijížděly obě společně, obě zde sestřelily všechny terče a spolu také jely poslední kolo. V přejezdu přes poslední můstek Jeanmonnotová zrychlila, předjela Vittozziovou a minimální náskok si udržela až do cíle. Na třetí místo se před poslední střelbou propracovala další Francouzka Julia Simonová. Zde sice nezasáhla jeden terč, ale rychlo jízdou si svou pozici udržela až do cíle.

Z českých reprezentantek střílely Markéta Davidová i Tereza Voborníková obě položky vleže čistě a mírně se posouvaly startovním polem dopředu. Davidová pak při každé střelbě vstoje nezasáhla jeden terč a dojela tak devátá. Voborníková naopak sestřelila všech dvacet terčů a vinou pomalejšího běhu skončila o tři pozice za ní. Lucie Charvátová minula celkem čtyři terče a obsadila 27. místo; Jessica Jislová střílela stejně, ale dosáhla celkově nejpomalejšího běžeckého času a dojela na 44. místě.
V závodě mužů se pořadí na čele měnilo častěji: při první střelbě udělal vedoucí Francouz Éric Perrot jednu chybu, a tak se do čela dostal jeho krajan Émilien Jacquelin před Norem Sturlou Holmem Laegreidem. Pak se pořadí v čele neměnilo; třetí střeleckou položku však odstřílel Jacquelin neobvykle rychle, ale se třemi chybami. Do čela se proto dostal Laegreid, na druhé místo se ze 17. na startu posunul další Nor Johannes Thingnes Bø. Oba však při poslední střelbě jednou chybovali, a tak se na první místo opět dostal Jacquelin, ale jen deset vteřin před Johannesem Bø. Ten jel stále velmi rychle, do prvního mezičasu Francouze předjel a s jistotou zvítězil. Jacquelin pak předjel ještě Tarjei Bø, ale před Laegreidem už třetí místo uhájil. Překvapivý vítěz předcházejícího sprintu Perrot skončil na 8. místě a Johan-Olav Botn o dvě pozice za ním.

Českým závodníkům se závod nevydařil:  Jakub Štvrtecký udělal sedm střeleckých chyb a dojel na 49. místě. Michal Krčmář nezasáhl ještě o jeden terč více a skončil 51. Mezi ně se zařadil Vít Hornig, který sice sestřelil 19 terčů z 20, ale běžel nejpomaleji z celého startovního pole.

## Umístění na stupních vítězů

### Muži
| Disciplína              | První místo                                                                          | Výkon                                                     | Druhé místo                                                         | Výkon                                                     | Třetí místo                                                       | Výkon                                                     |
| Sprint (10 km)          | Éric Perrot                                                                          | 22:19,8 (0+0)                                             | Émilien Jacquelin                                                   | 22:23,7 (0+2)                                             | Johan-Olav Botn                                                   | 22:31,1 (0+0)                                             |
| Stíhací závod (12,5 km) | Johannes Thingnes Bø                                                                 | 30:02,0 (0+0+1+0)                                         | Tarjei Bø                                                           | 30:08,4 (1+0+1+0)                                         | Émilien Jacquelin                                                 | 30:09,1 (0+0+3+0)                                         |
| Štafeta (4×7,5 km)      | NorskoSturla Holm Laegreid Tarjei Bø Johannes Thingnes Bø Vetle Sjåstad Christiansen | 1:13:12,3 (0+0) (3+3) (0+0) (0+1) (0+0) (0+0) (0+0) (0+1) | ItáliePatrick Braunhofer Tommaso Giacomel Didier Bionaz Lukas Hofer | 1:13:38,8 (0+1) (0+0) (0+1) (0+1) (0+1) (0+3) (0+1) (0+1) | NěmeckoJustus Strelow Johannes Kühn Benedikt Doll Philipp Nawrath | 1:13:39,6 (0+1) (0+1) (0+2) (0+1) (0+0) (0+0) (0+2) (0+1) |

### Ženy
| Disciplína            | První místo                   | Výkon             | Druhé místo                   | Výkon             | Třetí místo       | Výkon             |
| Sprint (7,5 km)       | Justine Braisazová-Bouchetová | 20:42,7 (0+1)     | Ingrid Landmark Tandrevoldová | 20:56,1 (0+0)     | Lou Jeanmonnotová | 21:01,9 (0+0)     |
| Stíhací závod (10 km) | Lou Jeanmonnotová             | 26:51,7 (0+0+1+0) | Lisa Vittozziová              | 26:52,1 (0+1+0+0) | Julia Simonová    | 27:52,7 (1+0+0+1) |
| Štafeta (4×6 km)      | Norsko                        | 1:04:15,5         | Německo                       | 1:04:32,7         | Švédsko           | 1:04:57,5         |